# La Playa (kommun)
La Playa är en kommun i Colombia.   Den ligger i departementet Norte de Santander, i den norra delen av landet, 400 km norr om huvudstaden Bogotá. Antalet invånare är 8 395. Arean är 241 kvadratkilometer.
Terrängen i La Playa är kuperad åt sydväst, men åt nordost är den bergig.